# Distretto di Tiruvannamalai
Il distretto di Tiruvannamalai è un distretto del Tamil Nadu, in India, di 2 181 853 abitanti. Il suo capoluogo è Tiruvannamalai.